# Alpha 2000
L'Alpha Aviation Alpha 2000 est un avion d'entraînement et d'aviation générale biplace entièrement métallique construit à Hamilton, en Nouvelle-Zélande. Il s'inscrit dans la continuité de la série Robin R2000 de la société française Apex Aviation, acquise lors du rachat de la société Avions Robin par Apex.

## Spécifications (R2160 Alpha Sport)
- Rapport d'aspect : 5,34
- Profil : NACA 23015